# Lista locurilor din Huedin
Această listă prezintă cele mai importante locuri din Huedin.

## Monumente Istorice

### Biserici
- Biserica Reformată din Bicălatu
- Biserica Reformată din Huedin

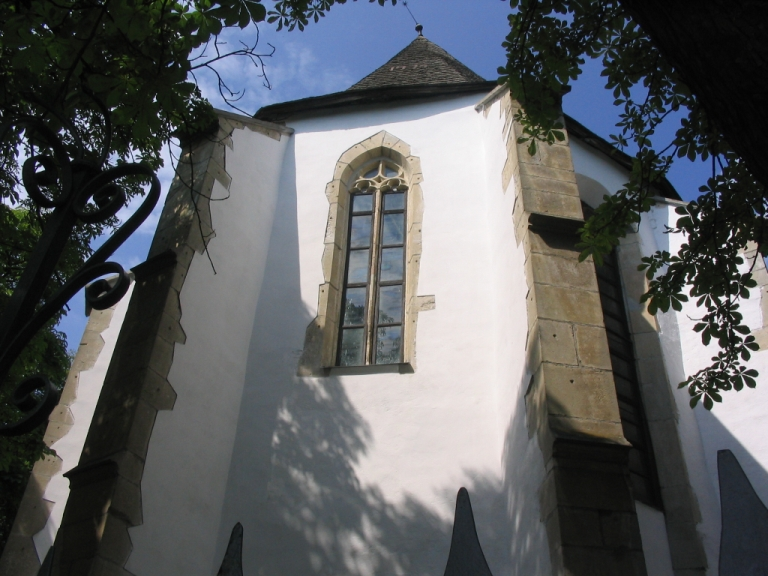
Corul Bisericii Reformate-Calvine din Huedin

- Biserica Romano-catolică din Huedin
- Biserica ortodoxă - Huedin I
- Biserica ortodoxă - Huedin II

### Clădiri istorice
- Conacul Barcsay

### Alte monumente istorice
Altar funerar roman

## Clădiri culturale
- Muzeul de Etnografie